# Mestranol
Mestranol ist ein synthetischer Arzneistoff aus der Gruppe der Estrogene. Es ist ein Prodrug (eine inaktive Vorstufe) des häufig in Arzneimitteln zur Empfängnisverhütung eingesetzten Ethinylestradiols.

## Pharmakologische Eigenschaften
Chemisch gesehen ist Mestranol der 3-Methylether des Ethinylestradiols. Für die Wechselwirkung mit dem Estrogenrezeptor ist die freie Hydroxygruppe jedoch essentiell, daher ist Mestranol selbst inaktiv. Nach oraler Einnahme wird Mestranol im Magen-Darm-Trakt resorbiert und in der Leber durch Demethylierung in Ethinylestradiol umgewandelt. Das Ausmaß dieser Umwandlung ist hoch variabel, weshalb Mestranol heute nur noch selten eingesetzt wird.

## Klinische Angaben
Ebenso wie Ethinylestradiol kann Mestranol als estrogene Komponente in kombinierten oralen Kontrazeptiva (Antibabypille) oder in Präparaten zur Hormonersatztherapie eingesetzt werden. Die Gegenanzeigen (Kontraindikationen), unerwünschten Wirkungen und Arzneimittelwechselwirkungen entsprechen denen von Ethinylestradiol.
Mestranolhaltige Fertigarzneimittel sind in den meisten Ländern nicht mehr gebräuchlich.

## Präparate
- Kombination mit Norethisteron: Norinyl-1 (UK)